# Jiří Říha
Jiří Říha (* 18. září 1992 Opočno) je český lední hokejista hrající na postu obránce, účastník juniorského mistrovství světa v ledním hokeji 2012. V hokejovém prostředí má přezdívku Pytlák.

## Život
Ve svých mládežnických letech hrál za liberecké Bílé Tygry. Mezi muži se prvně objevil na dvě utkání v sezóně 2010/2011. Většinu z následujícího ročníku (2011/2012) strávil na hostování v Benátkách nad Jizerou. Na přelomu roku navíc patřil do reprezentačního výběru své vlasti do 20 let, která se zúčastnila mistrovství světa juniorů. V prvním zápase proti Dánsku (7:0) vstřelil jednu z branek. Na turnaji skončili na pátém místě.
Ročník 2012/2013 odehrál za liberecké juniory a rovněž tak za muže Benátek. Od ročníku 2013/2014 po tři sezóny patřil do kádru mužů Bílých Tygrů Liberec, nicméně pokaždé nastupoval minimálně alespoň po část sezóny za Benátky. V sezóně 2015/2016 tak mohl s Libercem oslavit zisk mistrovského titulu pro nejlepší tým nejvyšší hokejové soutěže v České republice, za který získali Masarykův pohár. Ročník 2016/2017 přinesl v Říhově dosavadním klubovém působení změnu, když jej celý strávil na hostování v Dukle Jihlava. Před sezónou 2017/2018 přestoupil do Mladé Boleslavi a odehrál za ni celý ročník. I následující sezónu (2018/2019) patřil do mladoboleslavského kádru, ale její část hrál v rámci hostování za kladenské Rytíře. Po konci ročníku přestoupil do Litvínova, za který během sezóny pravidelně nastupoval.
V Litvínově plánoval pokračovat, nicméně během léta 2020 se mu stávalo, že musel během dne i čtyřicetkrát na toaletu, kde z něj vycházela krev. Navíc během pěti týdnů zhubl o čtyřiadvacet kilogramů. Svěřil se proto do péče lékařů, kteří identifikovali ulcerózní kolitidu. Během září 2020, kdy ještě nebyl úplně zdravý, se sice pokoušel s ledním hokejem opětovně začít, nicméně nemoc se mu vrátila. Na led se opětovně vrátil až na počátku roku 2021, kdy z Litvínova hostoval v pražské Slavii. Následující dvě sezóny (2021/2022 a 2022/2023) odehrál coby člen vsetínského klubu, s nímž se ve druhém z ročníků probojoval až do finále druhé nejvyšší české soutěže, v němž prohrál se Zlínem v poměru 2:4 na zápasy. Dne 8. září 2023 klub oznámil, že s Říhou ukončil spolupráci. Po asi půldruhém měsíci podepsal smlouvu s klubem z Tábora.